# Lee Hsien Loong
Lee Hsien Loong (kinesiska: 李显龙, pinyin: Lǐ Xiǎnlóng), född 10 februari 1952 i Singapore, var Singapores tredje premiärminister till den 15 maj 2024 då han ersattes av Lawrence Wong. Han var även landets finansminister. Lee är gift med Ho Ching, som är verkställande direktör för det genom finansministeriet statligt ägda Temasek Holdings som är statens huvudsakliga investmentbolag.

## Tidigt liv
Lee föddes i Singapore som äldste sonen till Singapores första premiärminister Lee Kuan Yew och hans hustru Kwa Geok Choo. I sin fars biografi beskrivs att Lee fick lära sig Jawi från att han var fem år gammal och att han alltid varit intresserad av Singapores affärer och därmed följt i sin fars fotspår redan från 1963.
Lee studerade på Nanyang Primary School, läste vidare på Catholic High School och fortsatte därefter på National Junior College där han lärde sig spela klarinett under översyn av professor Ho Hwee Long. Han studerade matematik på Trinity College i Cambridge och tog sin examen 1974 med högsta betyg i matematik och med Cambridge Diploma in Computer Science. Så småningom erhöll han Master of Public Administration (MPA) från Harvards Kennedy School of Government under 1980.
Lee anslöt sig 1971 till Singapore Armed Forces (SAF) och steg snabbt i graderna till dess att han blev den yngsta brigadgeneralen i landets historia. 1978 började han studera vid US Army Command and General Staff College i Fort Leavenworth. Han lämnade den militära banan 1984 för att påbörja sin politiska karriär och valdes in som parlamentsledamot samma år. 
Lees första fru, malaysiskfödda doktor Wong Ming Yang, dog av en hjärtattack 28 oktober 1982 endast tre veckor efter att hon fött parets första son Lee Yi Peng (de hade en dotter sedan tidigare). Sonen, som föddes milt autistisk och albino, har givit upphov till rykten om att Wong skulle ha begått självmord. Lee gifte om sig 1985 med Ho Ching. Tillsammans har de en dotter och tre söner. Den äldste av dessa, Li Hongyi, vann 2006 Lee Kuan Yew Award för matematik och vetenskap, samma år blev han officer inom Singapore Armed forces.
1992 diagnostiserades Lee med lymfcancer. Han undergick tre månaders kemoterapi och har sedan dess tillfrisknat.

## Tidig politisk karriär
Lee påbörjade sin politiska bana när han var 32 år. Han utnämndes av sin far till minister inom handels- och industriutskottet under december 1984. Under 1986 blev han befordrad till utskottets ledande minister samt vice försvarsminister.
I februari 1987 uppkom frågor kring etniska förhållanden då malaysiska ledare frågade Singapores parlament varför så få malajer innehar högre positioner inom landets armé. Lee Hsien Loong, i egenskap av landets vice försvarsminister, svarade i ett uttalande att armén inte vill att dess soldater skall behöva hamna i situationer där interna motsättningar uppstår kring ras och religion.

## Vice premiärminister
När Goh Chok Tong blev Singapores premiärminister 28 november 1990 så utnämndes Lee till vice premiärminister. Han fokuserade på ekonomin och den offentliga sektorn samtidigt som han förblev handels- och industriminister fram till 1992.
Lee utnämndes 1998 till ordförande för Singapores centralbank och blev senare finansminister under 2001. Under Lees 13 år som vice premiärminister hade han ett betydande inflytande i Singapore styre, speciellt kring ekonomiska och social frågor.
För lätta på det växande budgetunderskottet på grund av minskade skatteinkomster som en följd av nedskärningar inom inkomstskatten och andra faktorer såsom Irakkriget och sars föreslog Lee en ökning av landets mervärdesskatt från tre till fem procentenheter. Lagändringen trädde i kraft i januari 2004.
Lee påbörjade också flera lättnader kring kraven för medborgarskap i Singapore, speciellt för utländska makar till singaporianska kvinnor och utlandsfödda barn till singaporianer. Ändringarna skedde efter upprepade önskemål från bland annat parlamentsledamöter.

## Premiärminister
12 augusti 2004 blev Lee Hsien Loong landets nya premiärminister som efterträdare till Goh Chok Tong som i sin tur tog över som ordförande för centralbanken efter just Lee. Lee blev insvuren av före detta chefsdomare Yong Pung How utanför Istana, Singapores presidentresidens.
Under sitt jungfrutal upprättade Lee en policy för fem-dagars arbetsvecka, något som skulle ändra det tidigare systemet där man arbetade halv dag på lördagar. Policyn vann laga kraft 1 januari 2005. Lee föreslog också en två-månaders ledighet för nyblivna mödrar och en ekonomisk bonus till de som skaffar ett fjärde barn. Bakom förslaget låg ett sjunkande barnafödande i Singapore under de senare åren.
I november 2004 skapade Lee en stor nationell debatt när han avslöjade ett förslag om att bygga två så kallade Integrated Resorts, semesteranläggningar med tillhörande kasino. Under april året därpå förklarade Lee att förslaget godkänts. Planen var att de två anläggningarna skulle byggas i Marina Bay och Sentosa.
Inför parlamentet presenterade Lee i februari 2006 en bonus på 2,6 miljarder singaporianska dollar som han kallade Framstegspaketet. Tanken var att dela ut de senaste årens budgetöverskott i form av pengar till landets vuxna befolkning, tilskott till pensionssparande för de äldre, ekonomisk hjälp för de bosatta inom allmännyttan, utbildningsstöd för barn till låginkomsttagare, och en ekonomisk bonus till låglönearbetare över 40 och till män som slutfört landets militärtjänst. Bonusen betalades ut under början av maj 2006. 
Kritiker, främst medlemmar av oppositionen, menar att bonusen endast skapades för att köpa röster inför parlamentsvalet 2006. I valet, som hölls 6 maj, vann Lees parti PAP hela 82 av 84 platser inklusive 37 övergivna platser.

### Utländska relationer

#### Kina
Relationerna med Kina har stärkts under Lees ledning. Försiktiga framsteg har gjorts inom handel, turism och investeringar vilket inte bara varit till hjälp för de bägge länderna utan även för regionen som helhet. Som ansvariga för samarbetet står China-Singapore Joint Council for Bilateral Cooperation (JCBC).
Under sina möten med vice premiärminister Wu Yi i september 2005 föreslog Lee att man skulle etablera en frihandelszon för Kina och Sydostasien. Genom att göra så kunde bägge gå med på att relationen mellan de bägge regionerna skulle lyftas fram. Under sitt sju dagar långa besök i Kina under senare delen av oktober 2005 påpekade Lee behovet av ökade diplomatiska relationer från bägge håll mellan Kina och Sydostasien. Han uppmanade också ledare att fokusera på nästa tillväxtvåg i nordöstra Kina.
"It is a long-term commitment. There is no place in the world that you can go in and your money just grows on trees. Not in China."

#### USA

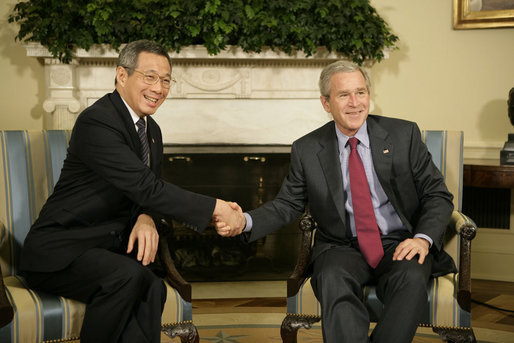
Lee besöker USA i maj 2004.

Singapore har generellt sett haft en fördelaktig relation med USA. Den växande handeln, främst efter införandet av frihandelsavtalet mellan länderna 1 januari 2004, har ökat de kommersiella och diplomatiska banden.
Lee gjorde sitt första besök till USA som premiärminister 6-16 juli 2005. Flera andra ministrar medföljde, främst försvarsminister Teo Chee Hean och utrikesminister George Yeo. 12 juli skrev president George W. Bush och Lee på "Strategic Framework Agreement between the United States of America and the Republic of Singapore for a Closer Cooperation Partnership in Defence and Security". Överenskommelsen var ett naturligt steg för att utöka de gemensamma relationerna. President Bush och dåvarande premiärminister Goh Chok Tong hade haft som mål att nå detta avtal redan i oktober 2003. Målet med avtalet är fokusera på gemensamma hot såsom terrorism och spridningen av massförstörelsevapen.
Avtalet erkänner Singapores roll som en viktig samarbetspartner inom säkerhetsfrågor och kommer utöka nuvarande samarbete inom antiterrorism, minskad spridning massförstörelsevapen, gemensamma militärövningar, dialoger kring nya förslag, och försvarsteknologi. Avtalet kommer utöver detta ytterligare stärka regional stabilitet genom att Singapore stödjer fortsatt närvaro av USA i Sydostasien. Både Lee och Bush anser att USA:s närvaro i Sydostasien har skapat lugn och stabilitet, vilket är avgörande för samarbete inom regionen och ekonomisk tillväxt.

## Kritik
Som äldste son till premiärminister Lee Kuan Yew har Lees karriär hela tiden skuggats av anklagelser om nepotism. Han förväntades av de flesta att efterträda sin far. När så Goh Chok Tong blev ny premiärminister sågs han av kritiker endast som satt för att bereda plats för Lee. Hans far förklarar dock i sina memoarer att inte ville att hans son skulle efterträda honom direkt.
"It was better that someone else succeed me as Prime Minister. Then were Loong to make the grade later, it would be clear that he made it on his own merit."
Kritiken fortsatte dock i upp till sju år till dess att Goh visade sitt värde genom att öka PAP:s röstsiffror i valet 1997.
En hel kritik har även uppstått på senare under Lees tid som premiärminister, främst på grund av att hans hustru blev satt som ordförande för det statliga bolaget Temasek. Familjen reagerade starkt mot anklagelserna med flera stämningar som följd. Flera av dessa slutade i uppgörelser kring stora summor till Lees fördel, bland annat mot International Herald Tribune (1994), Bloomberg (2002) and The Economist (2004).
Lees karriär har också kantat av ett rykte om att vara arrogant och autokratisk. Enligt ett speciellt ihärdigt rykte skall Lee under ett möte 1990 ha förolämpat dåvarande finansminister Richard Hu och sedan givit utvecklingsminister S. Dhanabalan en örfil när denna begärde en ursäkt kring förolämpningen. Medan det direkt inblandade aldrig nämnt händelsen offentligt så avfärdades det hela Goh Chok Tong när han ersättare diskuterades under 2003.
Under 10 juli 2004 besökte Lee Taiwan vilket skapade obehag i Kina. Senare samma år, under sitt jungfrutal, kritiserade han Taiwans ledarskap för att man överskattade det stöd man skulle få om man förklarade sig självständigt från Kina. Samtidigt klargjorde han att hans tidigare besök i Taiwan hade varit för att samla information inför sina framtida internationella relationer som premiärminister och han påpekade åter igen sitt stöd för "ett Kina". Senare under samma år påpekade utrikesminister George Yeo för FN:s generalförsamling faran med att låta de fungerande relationerna mellan Kina och Taiwan förfalla. Som svar kallade Taiwans utrikesminister Mark Chen Singapore för ett "Pi-Sai-land" (bokstavligt översatt från Minnan betyder det "land som inte är större än en snorkråka". Chen bad senare formellt om ursäkt för uttalandet.
2005 kommenterade Lee den japanske premiärministerns Junichiro Koizumis besök vid Yasukuni-templet med att säga: 
"from the point of view of many countries in the region who have experienced Japanese occupation, it raises many unhappy memories.
Uttalandet skapade stora demonstrationer utanför Singapores ambassad i Japan och han kritiserades för att röra upp japanska känslor i onödan.
I november 2005 hade Singapore diplomatiska samtal med Australien kring den stundande avrättningen av den australiensiske narkotikasmugglaren Nguyen Tuong Van. Vid ett tillfälle var premiärminister John Howard och hans regering upprörd över Lee inte hade informerat Howard om datumet för avrättningen i samband med ett APEC-möte trots att Nguyens mor redan informerats. Krav på en ursäkt framfördes av Australiens regering och Nguyens advokat men avslogs. Däremot tilläts Nguyens mor att hålla sin sons hand (men inte krama honom) efter en önskan från Howard personligen. Nguyen avrättades senare 2 december 2005.